# Do lesíčka na čekanou
Do lesíčka na čekanou je koncertní album české undergroundové hudební skupiny The Plastic People of the Universe, nahrané 1. prosince 1973 ve Veleni a vydané 33 let poté, v roce 2006 u Guerilla Records.

## Seznam skladeb

### Disk 1
1. Anti
2. Do lesíčka na čekanou
3. Kohoutkova kometa
4. MGM
5. Ranní ptáče
6. Francovka
7. Podivuhodný mandarin
8. Epitaf
9. Růže a mrtví
10. Jaro léto podzim zima

### Disk 2
1. My Guitar
2. Ballerina
3. NF 811
4. Má milá je jako jabko
5. NF 812
6. Angel’s Hair
7. Kohoutkova kometa II.

## Sestava
- Milan Hlavsa - baskytara, zpěv
- Josef Janíček - kytara, klavifon, zpěv
- Jiří Kabeš - housle, theremin, hrací mlýnek, zpěv
- Vratislav Brabenec – saxofon
- Jiří Šula – bicí
- Pavel Zajíček (host) – recitace (CD1, skladba 1)